# La societat perfecta
"La societat perfecta" (títol original en anglès "The Masterpiece Society")  és el tretzè episodi de la cinquena temporada, de la sèrie de televisió de ciència-ficció estatunidenca Star Trek: La nova generació i el 113è de tota la sèrie. Es va emetre originalment el 10 de febrer  de 1992 en redifusió als Estats Units. L'episodi fou dirigit per Winrich Kolbe.
Ambientada al segle XXIV, la sèrie segueix les aventures de la tripulació de la nau de la Flota Estel·lar de la Federació Enterprise-D sota el comandament del capità Jean-Luc Picard. En aquest episodi, la tripulació de l'USS Enterprise salva una societat aïllada i modelada genèticament de la destrucció immediata; la contaminació cultural resultant de la seva interacció encara podria condemnar la colònia.

## Argument
L' Enterprise ha estat assignada al sector Moab per rastrejar un fragment de nucli estel·lar d'una estrella de neutrons desintegrada. Descobreixen que el fragment ha de passar a prop de Moab IV, amenaçant una colònia humana al planeta. En contactar amb la colònia per organitzar l'evacuació, el seu líder Aaron Conor (John Snyder) s'hi nega, tot i que permet que un equip visiti per discutir l'assumpte. Conor explica que la colònia es va formar 200 anys abans per crear una societat perfecta mitjançant l'enginyeria genètica i la cria selectiva, i ell i els altres líders senten que l'evacuació destruiria l'ordre perfecte que han aconseguit. Discuten altres alternatives i l'enginyer en cap Geordi La Forge de l'Enterprise coneix Hannah Bates (Dey Young), una científica. Bates proposa utilitzar un raig tractor multifàsic, impulsat pel nucli de curvatura de l'Enterprise, per apartar el fragment del seu camí, cosa que La Forge accepta que seria una possible solució. Després d'una mica de deliberació, Bates pot deixar la colònia a l'Enterprise per supervisar el procés. Mentrestant, Deanna Troi i Conor comencen a desenvolupar una atracció romàntica mentre intenten convèncer els altres líders que l'evacuació és la millor opció.
A bord de l'Enterprise, es descobreix que la solució de Bates és eficaç, però l'equip necessari es fa malbé massa ràpidament per ser utilitzat. La Forge reconeix que la seva solució es podria augmentar amb una tecnologia similar que permeti que el seu VISOR funcioni, permetent que l'equip duri prou temps per manipular el fragment de manera segura lluny de Moab IV. La Forge comenta que aquesta solució no seria possible amb la perfecció actual de la colònia, ja que imperfeccions com la ceguesa s'haurien eliminat completament. A mesura que continuen amb les simulacions, descobreixen que la solució no és perfecta, però La Forge suggereix que reforcin el blindatge de la colònia durant el pas del fragment, permetent que la colònia sobrevisqui al seu pas. Conor inicialment s'hi nega, ja que això requeriria més personal de l' "Enterprise" per transportar a la colònia, i tem la contaminació cultural, però cedeix quan Bates el convenç que aquesta és l'única solució. L' "Enterprise" és capaç d'empènyer el fragment prou lluny com per fer que la colònia sembli segura.
Quan l'altra tripulació de l' "Enterprise" torna a la nau, La Forge i Bates comproven l'estat del blindatge de la colònia. Bates informa que hi ha microfractures que aviat fallaran i recomana l'evacuació completa. La Forge, que no les ha vist al seu VISOR, reconeix que Bates ha falsificat les lectures, ja que desitja marxar amb l' "Enterprise", reconeixent que la colònia ha llanguit darrere de les millores tecnològiques de la Federació. Admetent la seva mentida, sol·licita asil a bord de l' "Enterprise". Altres colons expressen el seu desig de marxar. Troi porta el Capità Picard a la colònia per discutir l'assumpte amb Conor. Tot i que Picard reconeix que la societat de la colònia es veurà alterada si accepta l'asil, no pot rebutjar aquesta sol·licitud com a dret fonamental del lliure albir humà. Conor hi accedeix de mala gana i permet que Bates i 22 altres colons marxin amb la nau. Quan surten de l'òrbita, Picard comenta com aquest assumpte és un clar exemple de la necessitat de la Primera Directiva; la intervenció de la Federació per salvar els colons pot haver resultat, al final, tan perillosa per a la colònia com qualsevol fragment del nucli podria haver estat mai.

## Repartiment i doblatge al català
La sèrie va ser doblada al català pels estudis Tramontana (primera part) i Soundtrack (segona part) i emesa a TV3 l’any 1991. Els dobladors de l'episodi foren:
| Personatge      | Actor/actriu    | Veu en català       |
| --------------- | --------------- | ------------------- |
| Jean-Luc Picard | Patrick Stewart | Joan Crosas         |
| William Riker   | Jonathan Frakes | Antoni Forteza      |
| Data            | Brent Spinner   | Joaquim Sota        |
| Geordi La Forge | LeVar Burton    | Aleix Estadella     |
| Worf            | Michael Dorn    | Enric Arquimbau     |
| Beverly Crusher | Gates McFadden  | Aurora Garcia       |
| Deanna Troi     | Marina Sirtis   | Victòria Pagès      |
| Aaron Connor    | John Snyder     | Francesc Figuerola  |
| Martin Benbeck  | Ron Canada      | Joan Antón Ramoneda |
| Hannah Bates    | Dey Young       | Núria Domènech      |

## Producció
A la història original de James Kahn, la colònia havia de constar d'unes 100 persones atlètiques i atractives que caminarien amb poca roba a la manera d'Adam i Eva. A causa de repetides revisions, va quedar ben poca cosa d'aquesta història original. La idea d'utilitzar l'enginyeria genètica va romandre. Adam Belanoff va introduir la idea de no limitar la "millora" genètica a les aparences externes, sinó de mostrar una societat en què cada individu té una habilitat especial única. La idea d'escollir una biosfera com a escenari va sorgir de Michael Piller. Es va inspirar en el complex d'edificis Biosfera 2 a Arizona, on durant la producció de l'episodi es duia a terme un experiment per mantenir un ecosistema autònom i independent del món exterior.

## Recepció
El 2011, aquest episodi va ser esmentat per Alex Knapp de Forbes en una ressenya dels episodis de Star Trek que exploren les implicacions de la tecnologia avançada, i aquest episodi va ser destacat per la seva representació d'una "societat genèticament modificada".
Keith DeCandido va qualificar l'episodi a "tor.com" el 2012 com un episodi força deficient de "Star Trek: La nova generació". Va notar que estava escrit segons el mateix patró que l'episodi 15è de la quarta temporada (Primer contacte). En ambdós episodis, hi ha un líder masculí que vol el millor per al seu poble, un cap de seguretat masculí que és hostil als desconeguts i una científica que pensa que l' "Enterprise" és genial i vol marxar de la seva terra natal. Per a DeCandido, la història semblava repetida. A diferència del "Primer contacte", aquí no hi ha cap conflicte seriós, perquè tothom està d'acord que cal salvar la colònia. També va criticar la selecció d'actors convidats. Va trobar convincents les actuacions de Ron Canada i Dey Young, però no tan bones com les dels seus homòlegs a "Primer Contacte". Va considerar que John Snyder estava mal escollit en el paper de líder.

## Llançaments
L'episodi es va estrenar als Estats Units el 5 de novembre de 2002, com a part del conjunt de DVD de la cinquena temporada. El primer llançament en Blu-ray va ser als Estats Units el 18 de novembre de 2013, seguit del Regne Unit l'endemà, 19 de novembre de 2013.